# Shanyang, Fujian
Shanyang är en köping i sydöstra Kina. Den ligger i Gutian härad i staden Ningde i provinsen Fujian, omkring 67 kilometer norr om provinshuvudstaden Fuzhou. Antalet invånare är 15 542. Befolkningen består av 7 323 kvinnor och 8 219 män. Barn under 15 år utgör 14,0 %, vuxna 15-64 år 70 %, och äldre över 65 år 14,0 %.